# 毎日新聞SFシリーズ
『毎日新聞SFシリーズ』（まいにちしんぶんSFシリーズ）は、毎日新聞社より1969年から1970年にかけて刊行されたSF小説の叢書。
A5判ハードカバー。全16巻。

## 一覧
1. 宇宙の声（星新一）
2. コブテン船長の冒険（矢野徹）
3. 怪物ジオラ（香山滋）
4. 地球への遠い道（眉村卓）
5. 真昼の侵入者（福島正実）
6. 白鳥座61番星（瀬川昌男）
7. マーメイド戦士（豊田有恒）
8. 美女の青い影（平井和正）
9. その花を見るな!（光瀬龍）
10. ボクぼくとぼく（都筑道夫）
11. 緑魔の町（筒井康隆）
12. 蟻人境（手塚治虫）
13. 赤外音楽（佐野洋）
14. 海底基地SOS（高橋泰邦）
15. 少年神兵（宮崎惇）
16. 宇宙漂流（小松左京）